# Relations entre l'Azerbaïdjan et la Grèce

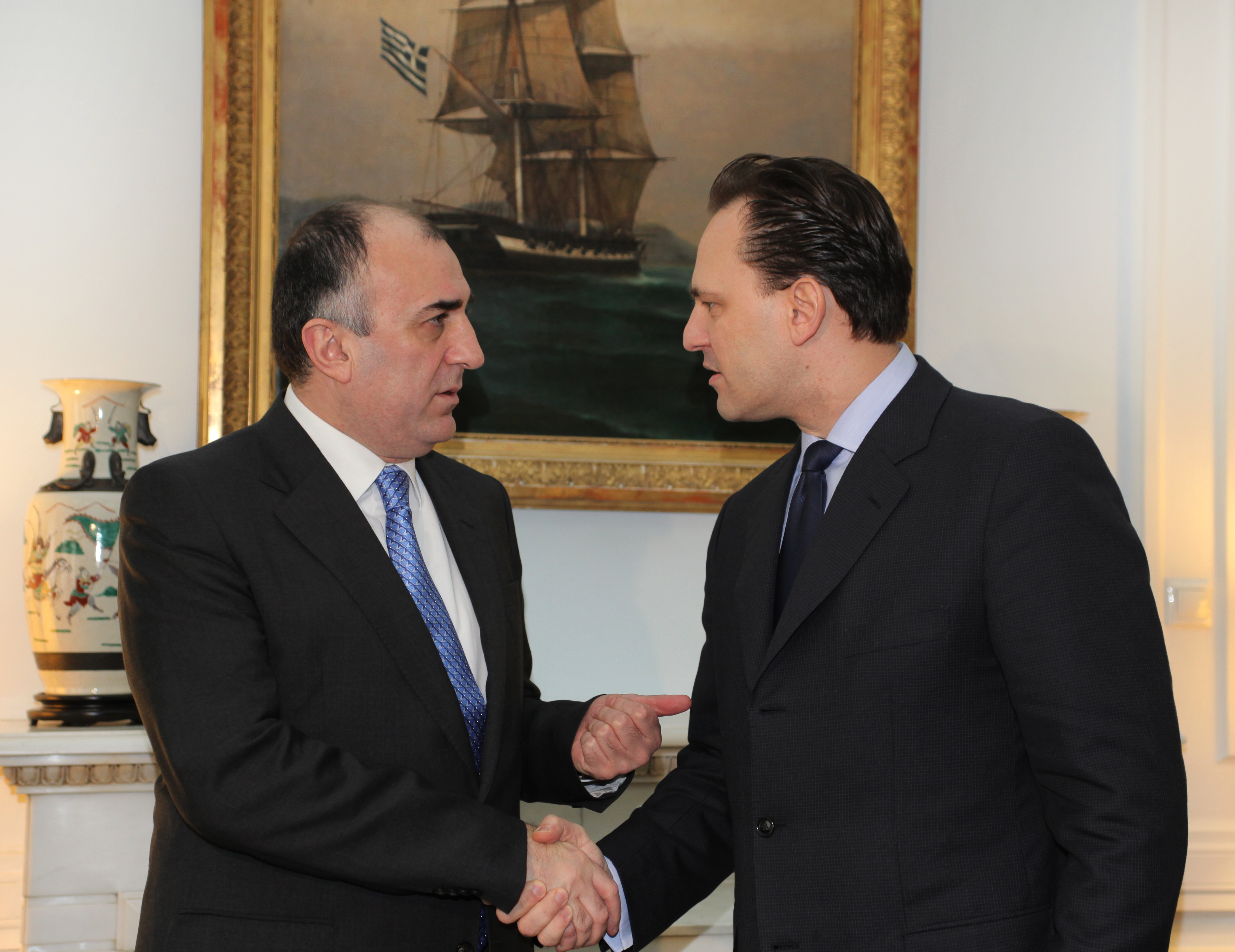
Réunion du ministre des Affaires étrangères grec D. Droutsas avec le ministre des Affaires étrangères de l'Azerbaïdjan E. Mammadyarov.

Les relations entre l'Azerbaïdjan et la Grèce sont les relations bilatérales de l'Azerbaïdjan et de la Grèce.
En 1991, l'Azerbaïdjan a recouvré son indépendance de l'Union soviétique reconnue par la Grèce le 31 décembre 1991. Les relations diplomatiques ont été établies en 1992. L'ambassade de Grèce à Bakou a été ouverte au printemps 1993. L'ambassade d'Azerbaïdjan à Athènes a été ouverte en août 2004.
Les deux pays sont membres à part entière du Conseil de l'Europe, de l'Organisation pour la sécurité et la coopération en Europe (OSCE) et de l'Organisation de coopération économique de la mer Noire (OCEMN). La Grèce a été le premier pays membre de l'Union européenne à vouloir importer directement du gaz d'Azerbaïdjan. Les deux pays ont récemment développé des relations étroites dans les domaines du commerce, de la culture et de l’économie. La diaspora grecque en Azerbaïdjan est concentrée à Bakou et compte environ 250 à 300 personnes. La plupart d'entre elles sont des descendants des Grecs de la mer Noire de l'Asie Mineure qui, à la fin du XIXe siècle et au début du XXe siècle, ont émigré en Azerbaïdjan.

## Relations politiques et commerciales
Les nations de l'Azerbaïdjan et de la Grèce entretiennent chacune des relations diplomatiques bilatérales. Chaque État a une ambassade complète, l’Azerbaïdjan à Athènes et la Grèce à Bakou. Récemment, en février 2009, le président azerbaïdjanais, Ilham Aliyev, s'est rendu en Grèce pour renforcer les relations bilatérales. Le dirigeant a rencontré le président grec Karolos Papoulias, ainsi que le Premier ministre grec Costas Karamanlis.  Lors de la réunion entre les responsables, les deux pays sont convenus qu'ils devaient travailler plus étroitement pour acheminer du gaz azéri en Grèce afin de contribuer à atténuer les récents problèmes de sécurité.
Dans le passé, les deux pays ont conclu de nombreux accords liés à l’industrie pétrolière. En 2007, le ministre grec du Développement, Dimitris Sioufas, a signé un "mémorandum de coopération" dans les secteurs du gaz naturel et du pétrole à Bakou. Sioufas a qualifié ce mémorandum de "nouvelle page dans les relations économiques et énergétiques des deux pays".
En 2021, l'ambassadeur de Grèce en Arménie déclare que l'Azerbaïdjan commet du « fascisme culturel » à l'égard du patrimoine arménien dans les zones occupées par l'Azerbaïdjan.

## Coopération sur les droits de l'homme
La députée grecque Elsa Papadimitriou, membre de la Commission des questions juridiques et des droits de l'homme de l'Assemblée parlementaire du Conseil de l'Europe, s'est rendue en Azerbaïdjan auprès de son collaborateur, Ogtay Assadov, président du Parlement azéri et ministre de la Justice, Fikrat Mammadov, et chef du département chargé de l'application des lois, Fuad Alasgarov. Enfin, elle a assisté à un séminaire avec le président du Comité d’État pour les organisations religieuses, Hidayat Orujov.

## Tourisme
Lors d'une réunion à New York, le ministre grec des Affaires étrangères, Dimitris Avramopoulos, a exprimé son intérêt pour Elmar Mammadyarov de développer la coopération avec l'Azerbaïdjan dans le secteur du tourisme. Le nombre de touristes azéris en Grèce augmente rapidement, dépassant les 225 000 en 2011, la destination la plus populaire étant Santorin.